# Asplenium obovatum
Espèce
Statut de conservation UICN

 LC  : Préoccupation mineure
Asplenium obovatum, de noms communs Doradille obovale, Doradille à feuilles ovales ou Doradille à feuilles obovales est une espèce de fougères du genre Asplenium et de la famille des Aspleniaceae.

## Étymologie
Du mot grec asplénon signifiant « remède pour la rate » ; certaines de ces fougères ont été utilisées par les Grecs contre les maladies de la rate.
Obov vient du latin ; il signifie ovale, à gros bout vers l’extérieur ; obovatus signifie ovale, obovale.

## Description
Cette fougère est hémicryptophyte, c'est-à-dire que c'est une plante vivace dont les bourgeons persistant durant la mauvaise saison sont situés au niveau du sol. Les parties aériennes (feuilles) meurent donc entièrement durant la mauvaise saison. Ces feuilles sont très petites (taille d'un pouce) et de couleur vert clair.
La doradille obovale a une sexualité monoïque.
La pollinisation se fait par l'eau.
Les graines ou fruits sont disséminés par le vent.

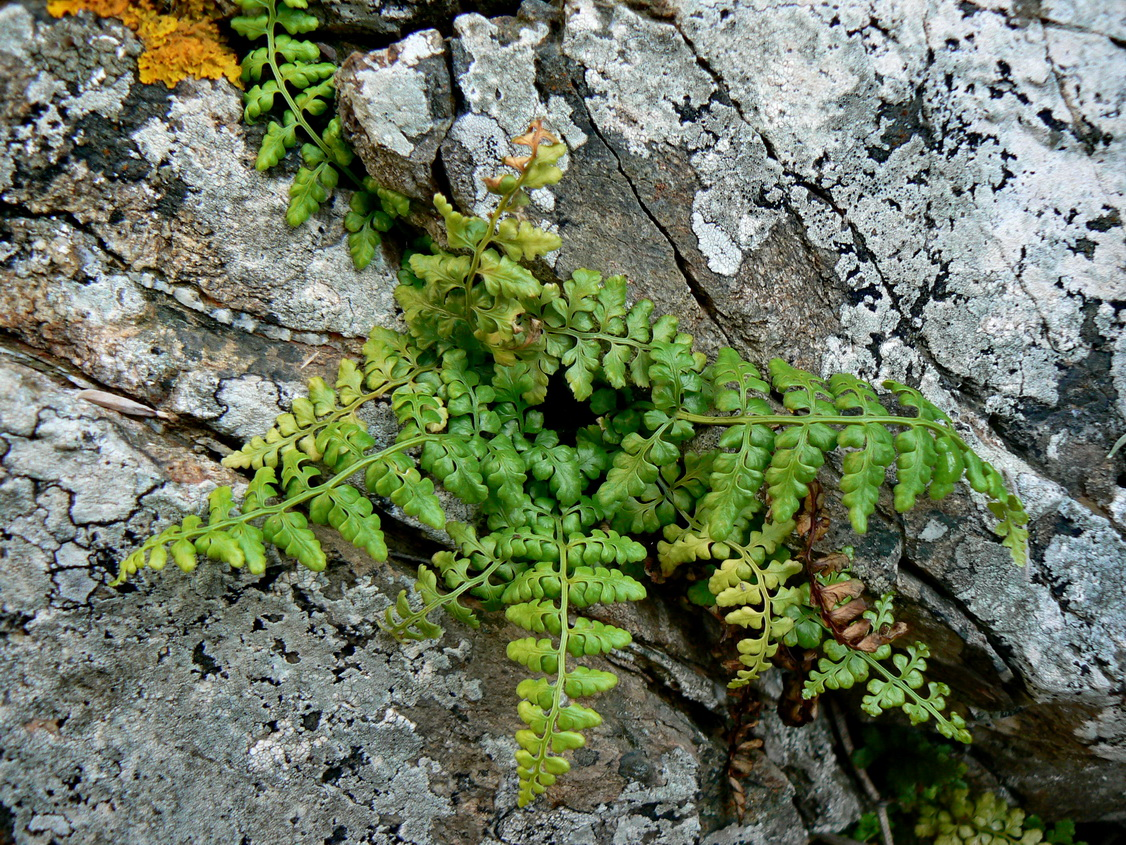
Asplenium obovatum subsp. obovatum dans une faille entre deux rochers.

## Répartition
Asplenium obovatum est originaire d'Europe.

## Habitat
La doradille obovale pousse de préférence dans les sols peu profonds (rochers ...) mais bien arrosés, au côté des mousses et autres fougères.

## Taxons infraspécifiques

### Sous-espèces
- Asplenium obovatum subsp. billotii (F. W. Schultz) O. Bolos, Vigo, Masalles & J. M. Ninot
- Asplenium obovatum subsp. obovatum

### Variétés
- Asplenium obovatum var. deltoideum Demiriz, Viane & Reichst
- Asplenium obovatum var. ibericum Rasbach, K. Rasbach, Reichst., Viane & Bennert
- Asplenium obovatum var. protobillotii Demiriz, Viane & Reichst[5]